# Molène de Phénicie
Verbascum phoeniceum
Pour les articles homonymes, voir Molène.
Espèce
Classification APG III (2009)
La molène de Phénicie (Verbascum phoeniceum) est une plante herbacée vivace de la famille des Scrofulariacées.
C'est une plante assez grande, poilue, aux feuilles basales ovales légèrement dentées et ondulées, pétiolées, aux feuilles supérieures sessiles, aux fleurs violettes en épi lâche avec des étamines présentant des poils violets sur les filets.
C'est une plante du centre-est de l'Europe et du Moyen-Orient, naturalisée plus à l'ouest.